# Eriosyce
Eriosyce (Neoporteria o Neochilenia ambos nombres aún utilizados como sinónimos) es un género de cactus con 35 especies originario del sur del Perú, la mitad norte de Chile, y el centro occidental de la Argentina.

## Distribución y hábitat
En Chile crecen desde el extremo norte hasta la ciudad de Concepción en la región de Bío-Bío. En esta área el clima es muy variado - desierto en el norte, templado y con lluvia en el sur - Se han aclimatado a diferentes hábitats creciendo entre rocas, en la arena, casi cubiertos por piedras pequeñas, entre otras plantas, etc.

## Descripción
Son de cuerpo globoso o cilíndrico con numerosas costillas, algunas especies están cubiertas por densas y largas espinas, mientras otras carecen por completo de ellas.

## Historia
La expedición de Luis Pérez Egaña y Jaime Herrada confirmó la extraña existencia de Eriosyce en La quebrada de Asia a 99 km al sur de Lima, después de pasar por el poblado de Coaguillo.
Las plantas se encontraban casi a las faldas de los cerros creciendo entre piedras aglomeradas, las condiciones climatológicas de esta quebrada probablemente son similares a las del sur del Perú y por eso que también pudieron desarrollarse paralelamente allí.
La mejor fuente de información sobre el género es el libro de Kattermann, publicado en 1994, en el que las muchas especies nombradas fueron amalgamadas en unas 30.

## Taxonomía
El género fue descrito por Rodolfo Amando Philippi y publicado en Anales de la Universidad de Chile 41: 721. 1872. La especie tipo es: Eriosyce sandillon (Gay) Phil. 
Etimología
Eriosyce: nombre genérico que deriva de dos palabras griegas "erion" = "lana" y syke = "higuera o higos""; debido a los frutos obtenidos.
Comprende 56 especies descritas y de estas, solo 42 aceptadas.

## Especies
| Eriosyce      | Pyrrhocactus  | Neoporteria | Horridocactus | Thelocephala | Islaya      |
| ------------- | ------------- | ----------- | ------------- | ------------ | ----------- |
| aurata        | bulbocalyx    | chilensis   | aspillagae    | esmeraldana  | iquiquensis |
| rodentiophila | megliolii     | senilis     | calderana     | napina       | islayensis  |
|               | strausiana    | sociabilis  | confinis      | odieri       | laui        |
|               | umadeave      | subgibbosa  | crispa        |              |             |
|               | villicumensis |             | curvispina    |              |             |
|               |               |             | engleri       |              |             |
|               |               |             | eriosyzoides  |              |             |
|               |               |             | garaventae    |              |             |
|               |               |             | heinrichiana  |              |             |
|               |               |             | kunzei        |              |             |
|               |               |             | occulta       |              |             |
|               |               |             | paucicostata  |              |             |
|               |               |             | recondita     |              |             |
|               |               |             | simulans      |              |             |
|               |               |             | taltalensis   |              |             |
|               |               |             | villosa       |              |             |